# Кейко
Кейко (англ. Keiko; ок. 1976 — 12 декабря 2003) — самец косатки, получивший известность благодаря съёмкам в фильмах из серии «Освободите Вилли».

## Жизнь
Кейко был пойман в 1979 году близ берегов Исландии и отправлен в аквариум исландского города Хабнарфьордюр. Три года спустя он был продан в Онтарио, а с 1985 года стал выступать в парке развлечений Мехико.
В 1993 году на экраны вышел фильм «Освободите Вилли». Кейко, исполнивший одну из главных ролей в фильме, стал настоящей звездой. В его адрес стали приходить пожертвования: общественность требовала улучшения условий проживания косатки, который в то время тяжело болел, и подготовки его к выпуску на волю. Для сбора средств в 1995 году был учреждён фонд помощи Кейко. На собранные деньги в 1996 году он был перемещён в океанариум Oregon Coast Aquarium Ньюпорта, штат Орегон, где проходил лечение.
В 1998 году на самолёте Боинг C-17 Кейко был доставлен на родину в Исландию. В Рейкьявике было построено специальное помещение для Кейко, где его стали готовить к выпуску на свободу. Несмотря на то, что возвращение косатки в дикую природу вызвало споры (некоторые эксперты высказывали мнение, что он не сможет самостоятельно выжить в новых для себя условиях), в 2002 году он был выпущен на волю. Наблюдение за Кейко было доверено группе Ocean Futures.
Оказавшись на свободе, Кейко проплыл около 1400 километров и поселился во фьорде Такнес на западе Норвегии. Хотя сородичи вызывали у Кейко определённый интерес, он по-прежнему был более привязан к людям. Следившие за ним специалисты продолжали кормить его и на воле.
Приспособиться к жизни в дикой природе Кейко не смог. Он умер 12 декабря 2003 года от пневмонии. В Орегонском морском аквариуме в память о нём была устроена поминальная церемония.

## Фильмография
- 1987 — Пятнадцатилетняя, или Подростки / Quinceañera
- 1990 — Кейко в опасности / Keiko en peligro
- 1993 — Освободите Вилли / Free Willy
- 1995 — Освободите Вилли 2: Новое приключение / Free Willy 2: The Adventure Home
- 1996 — Синие дали (сериал) / Azul
- 1997 — Освободите Вилли 3: Спасение / Free Willy 3: The Rescue